# Cimetière de Garches
Le cimetière de Garches est le cimetière communal de la ville de Garches dans les Hauts-de-Seine. Situé à l'angle de la rue de Suresnes et de la rue des Quatre-Vents, il a ouvert en 1834, après la fermeture de l'ancien cimetière en face de l'église Saint-Louis (place des Tilleuls, devenue place Simone-Veil), dont un certain nombre de tombes en ont été transférées.

## Description
Le cimetière est organisé en divisions séparées par des allées coupées à angle droit bordées d'arbres pour les allées principales. Il existe encore des sépultures avec une statuaire du XIXe siècle et quelques chapelles funéraires, ce qui contribue à l'attrait de ce lieu de recueillement. On remarque un monument aux morts de la sortie de Buzenval du 19 janvier 1871. Il existe des tombes militaires entretenues par le Souvenir français, ainsi que des stèles rappelant le sacrifice des anciens combattants et des résistants.
Le cimetière est connu pour abriter entre autres la tombe de Guy Béart (dans le petit carré israélite du cimetière) et celle de Sidney Bechet,, ainsi que la sépulture du philosophe Henri Bergson.

## Personnalités inhumées

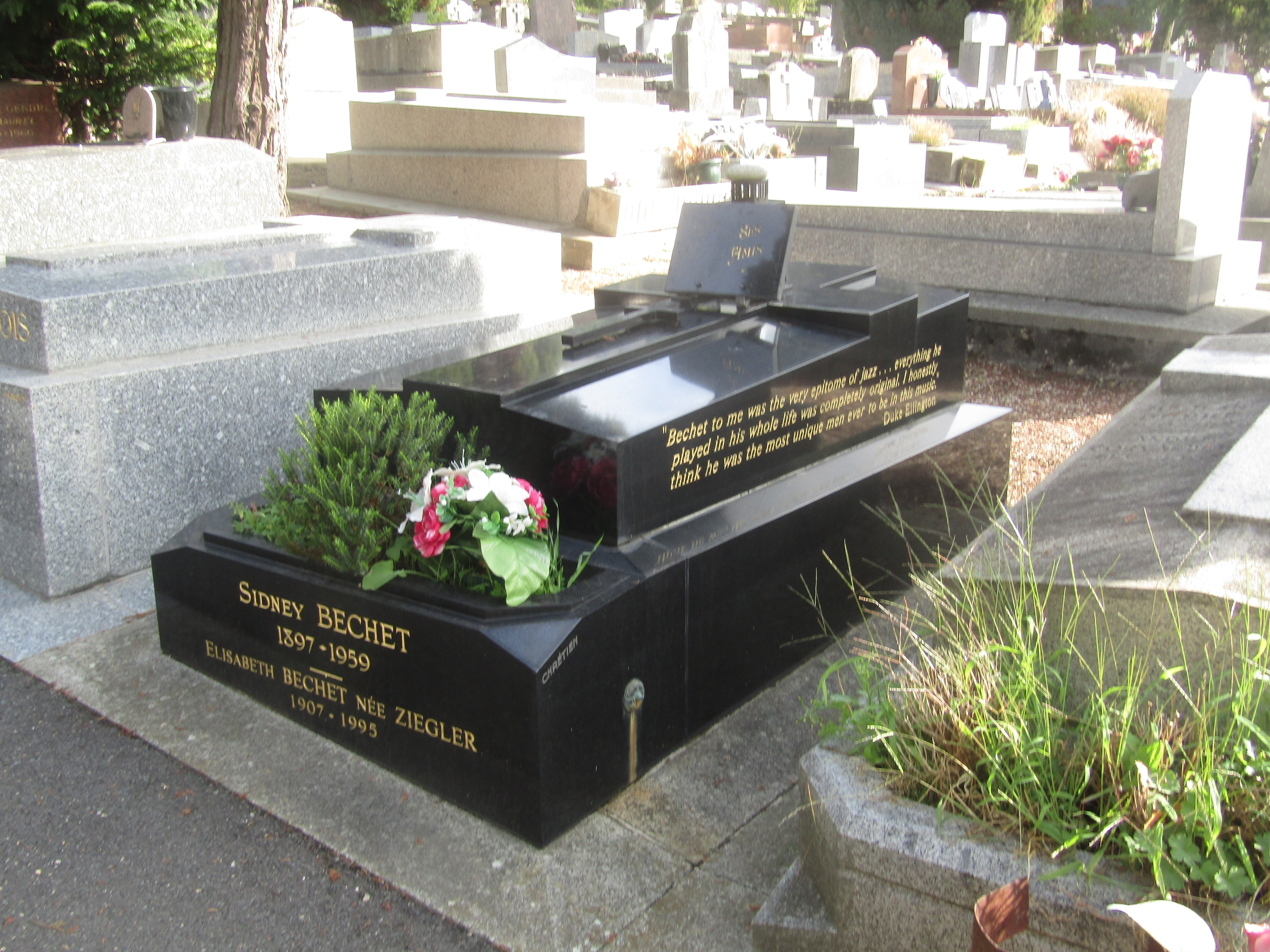
Tombe de Sidney Bechet.

- Claude Anet (né Jean Schopfer, 1868-1931), écrivain, auteur de Mayerling, et tennisman
- Guy Béart (1930-2015), chanteur ;
- Sidney Bechet (1897-1959), musicien de jazz américain ;
- Henri Bergson (1859-1941), philosophe ;
- Maurice Bessy (1910-1993), historien du cinéma ;
- Claude Bolling (1930-2020), pianiste de jazz ;
- Jean Civiale (1792-1867), médecin de Napoléon III (chapelle) ;
- Jacqueline Delubac (née Basset, 1910-1997), actrice et collectionneuse d'art, inhumée avec son époux, le joaillier Myran Eknayan (1892-1985) ;
- Jacques Deray (né Desrayaud, 1929-2003), cinéaste ;
- Albert Duvaleix (1893-1962), acteur, inhumé avec son fils, le comédien des Branquignols, Christian Duvaleix (1923-1979) ;
- Général Louis Foucher de Careil (1762-1835), héros des campagnes napoléoniennes (chapelle) ;
- Abbé Pierre Harispe, prêtre et écrivain du Pays Basque ;
- Sylvio Lazzari (1857-1944), compositeur ;
- Muni (née Marguerite Dupuy, 1911-1999), comédienne ;
- Pol Neveux (1865-1939), écrivain ;
- Jeanne Sisley (1869-1919), peintre, aquarelliste et collectionneuse, fille du peintre anglais Alfred Sisley.